# Sam Franko
Sam Franko (20 de enero de 1857 - 6 de mayo de 1937) fue un violinista y director de orquesta estadounidense. Era hermano del violinista, director de orquesta y promotor de conciertos Nahan Franko.

## Biografía
Nacido en Nueva Orleans, Franko estudió violín en Berlín, trabajando con Joseph Joachim y Henri Vieuxtemps, entre otros. A su regreso a los Estados Unidos se unió al Cuarteto Mendelssohn, trabajando más tarde con la Orquesta Theodore Thomas y la Filarmónica de Nueva York. Disgustado con los prejuicios contra los músicos estadounidenses, en 1894 creó la American Symphony, compuesta en su totalidad por artistas nacidos en los Estados Unidos. 
Franko también enseñó violín, arregló música de los siglos XVII y XVIII y transcribió numerosas piezas para violín. Su trabajo con la música antigua le valió elogios de la prensa alemana. Murió en Nueva York en 1937 y su autobiografía, Chords and Discords, se publicó en 1938.
El conjunto de cadencias que escribió para el Concierto para violín en sol mayor K. 216 de Mozart se ha convertido en una parte estándar del repertorio de conciertos, más que todas las otras cadencias que se han escrito para esta pieza.